# Aeronomia
Aeronomia – dział meteorologii i fizyki atmosfery badający górne warstwy atmosfery, wyższe niż stratosfera.
Aeronomia bada atmosfery nie tylko Ziemi, ale też innych planet. Jej narzędziami badawczymi są rakiety sondażowe, sztuczne satelity i obserwacje naziemne.